# Balgö naturvårdsområde
Balgö naturvårdsområde är ett naturvårdsområde (sedan 1999 likställt med naturreservat) i Varbergs kommun i Hallands län.
Området är naturskyddat sedan 1988 och är 2 143 hektar stort. Reservatet omfattar ön Balgö med kringliggande öar, skär och vatten och består av hällmarkshedar, torrängar och strandängar.